# Poczernino (Karlino)
Poczernino (deutsch Putzernin) ist ein Dorf in der Woiwodschaft Westpommern in Polen. Das Dorf gehört zur Gmina Karlino (Stadt- und Landgemeinde Körlin) im Powiat Białogardzki (Belgarder Kreis). 

## Geographische Lage
Das Dorf liegt in Hinterpommern, etwa 100 km nordöstlich von Stettin. Im Westen und Süden ist die Feldmark des Dorfes vom Fluss Persante begrenzt. Die nächsten Nachbarorte sind im Norden Łykowo (Leikow) und im Osten Syrkowice (Zürkow). 
Etwa 500 m vom Dorf entfernt verläuft von Nordwest nach Südost die Woiwodschaftsstraße 163, deren Verlauf hier der ehemaligen Reichsstraße 124 entspricht.

## Geschichte
Das Dorf wurde erstmals 1363 erwähnt, damals unter dem Ortsnamen Potternyn. Das Dorf war alter Besitz der adligen Familie von Damitz. Jedoch verkaufte Friedrich Damitz 1383 einen Teil seines Besitzes, unter anderem ein Drittel von Putzernin, an die Nonnenklöster in Kolberg und Köslin. Die beiden Klöster einigten sich 1387, dass das Drittel von Putzernin dem Nonnenkloster in Kolberg gehören sollte. Der Sohn von Friedrich Damitz, Borchard Damitz, bestritt später dem Nonnenkloster dessen Besitz, doch unterlag er im Jahre 1429 auf einem durch den Camminer Bischof Siegfried II. Bock gehaltenen Gerichtstag. Zudem kaufte das Kolberger Nonnenkloster im Jahre 1424 vier weitere Höfe in Putzernin. 
Auf der Lubinschen Karte von 1618 ist das Dorf als „Pußermin“ eingetragen.
Putzernin teilte lange Zeit die Besitzgeschichte des Anteils B benachbarten Zürkow. Putzernin und Zürkow B gehörten vor der Reformation dem Kolberger Domkapitel und wurden dann (wieder) ein Lehen der Familie von Damitz. Im Jahre 1631 wurde der Landrat Eggarth von Damitz als Besitzer von Putzernin genannt. Später wurden Putzernin und Zürkow B als Lehen an Generalmajor Hans Friedrich von Platen (* 1668; † 1743) vergeben und wurden von dessen Sohn Dubislaw von Platen 1773 an eine Johanna Regina Wißmann verkauft.
In Ludwig Wilhelm Brüggemanns Ausführlicher Beschreibung des gegenwärtigen Zustandes des Königlich-Preußischen Herzogtums Vor- und Hinterpommern (1784) wird Putzernin unter den adligen Gütern des Fürstentums Cammin aufgeführt. Damals bestanden zwei Ackerwerke, eine Wassermühle, zwei Bauern und zwei Feldkaten, insgesamt zehn Haushaltungen („Feuerstellen“).
Später kam es zu weiteren Besitzwechseln: 1802 kaufte ein Amtsrat Conrath Putzernin, 1810 ein Friedrich Scheunemann. Im Rahmen der Regulierung (siehe Bauernbefreiung) verschwanden in Putzernin die bäuerlichen Betriebe und Putzernin wurde ein reines Gutsdorf. Das Gutshaus, wohl um 1800 erbaut, ist ein schlichtes Landhaus.
1851 kam Putzernin an die Familie Mühlenbruch, in deren Besitz es bis 1945 blieb. Der letzte Besitzer bis 1945 war der Landschaftsrat Martin Mühlenbruch. 
Putzernin bildete lange Zeit einen eigenen Gutsbezirk, der eine Fläche von 359 ha umfasste (Stand 1927). Mit der Auflösung der Gutsbezirke in Preußen wurde der Gutsbezirk Putzernin im Jahre 1929 in die Landgemeinde Leikow eingegliedert, ebenso wie gleichzeitig der benachbarte Gutsbezirk Zürkow.
Vor 1945 gehörte Putzernin als Teil der Landgemeinde Leikow zum Landkreis Kolberg-Körlin in der preußischen Provinz Pommern.
1945 kam der Ort, wie ganz Hinterpommern, an Polen. Die Bevölkerung wurde durch Polen ersetzt. Putzernin erhielt den polnischen Namen „Poczernino“.
Heute gehört der Ort zur Gmina Karlino (Stadt- und Landgemeinde Körlin) und dort zum Schulzenamt Syrkowice (Zürkow).

## Entwicklung der Einwohnerzahlen
- 1816: 051 Einwohner[6]
- 1855: 074 Einwohner[6]
- 1864: 102 Einwohner[6]
- 1867: 094 Einwohner[6]
- 1895: 079 Einwohner[6]
- 1919: 079 Einwohner[6]
- 1925: 085 Einwohner[6]